# Балясная, Любовь Кузьминична
Любовь Кузьминична Балясная (27 августа 1927, Весёлое, Запорожская область — 5 апреля 2021, Москва) — советский педагог, государственный, партийный и общественный деятель.

## Биография
Родилась 27 августа 1927 года в посёлке Весёлое.
В 1945 году поступила в Днепропетровский государственный университет на физико-математический факультет.
В 1946 году перешла в Запорожский государственный педагогический институт. По окончании института с 1949 по 1952 год работала в нём преподавателем.
В 1952 году вступила в КПСС. В 1952—1953 годах работала секретарём Запорожского областного комитета ЛКСМ Украины, в 1953—1958 годах — секретарём Центрального комитета ЛКСМ Украины, а с 1958 по 1964 год — секретарём ЦК ВЛКСМ. С 1960 по 1964 год являлась председателем Центрального Совета Всесоюзной пионерской организации имени В. И. Ленина. Автор трудов по педагогике.
С 1964 по 1987 год Любовь Балясная занимала пост заместителя министра просвещения РСФСР. В этот период она входила в редакционную коллегию журнала «Вожатый», являлась председателем Общества «СССР—Норвегия». С 1973 года — кандидат педагогических наук. Балясная выступила главным консультантом телевизионного фильма «Хозяйка детского дома», вышедшего на Центральном телевидении в 1983 году.
В 1987 году, будучи не согласной с политикой перестройки, Любовь Балясная оставила административную работу, покинув министерство просвещения, и вернулась к педагогике, занявшись методической работой.
С 1987 по 1992 год Любовь Балясная являлась учёным секретарём Совета по координации деятельности педагогических обществ союзных республик Академии педагогических наук СССР, с 1992 по 1996 год работала старшим научным сотрудником в Научно-исследовательском институте образования и теории педагогики Российской академии образования, с 1996 года — методистом Центра развития творчества детей и юношества имени А. В. Косарева. В октябре 1990 года приняла участие в 10-м Всесоюзном пионерском слёте в Артеке, осудив преобразование Всесоюзной пионерской организации имени В. И. Ленина в «Союз пионерских организаций» с выходом пионерского движения из состава ЦК ВЛКСМ.
Скончалась в Москве 5 апреля 2021 года.

## Звания и награды
- 2 ордена Трудового красного знамени[1]
- 2 ордена Знак Почёта[1]
- Медаль Н. К. Крупской[1]
- Медаль А. С. Макаренко[1]
- Медаль К. Д. Ушинского[1].

## Сочинения
- Юные ленинцы. — М.: Знание, 1959.
- Смена смене идёт. — М.: Знание, 1962.